# Acroriodes diplolophella
Acroriodes diplolophella là một loài bướm đêm trong họ Noctuidae.